# Unruh (Adelsgeschlecht)
Der Familienname von Unruh bezeichnet mehrere nicht miteinander verwandte adelige Familien.

## Familienname Unruh
Den Familiennamen Unruh (auch Unruhe, Unrug) gibt es mehrfach. Ein erster Überblick, auch über mögliche Begriffsbedeutungen, findet sich unter Unruh.

## Die Familie von Unruh aus Franken und Altbayern

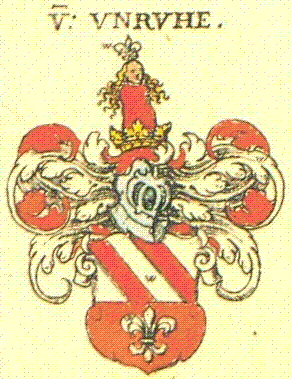
Wappen der fränkischen Unruh nach Johann Siebmacher

### Geschichte
Diese Familie von Unruh hat offenbar ihren Ursprung im fränkischen bzw. egerländischen Raum und ist auch in Altbayern anzutreffen.
Die Familie von Unruh findet sich u. a. in Reuth bei Erbendorf in der Oberpfalz. Nachdem das Adelsgeschlecht der Trautenberger von 1337 bis 1601 Besitzer der Burg bzw. der Gutsherrschaft Reuth war, ging der Besitz 1602 durch Heirat an Georg Friedrich von Unruh über und gelangte an die verwandte Familie der Sparnecker (in Reuth 1628–1744).

### Wappen
Das Wappen ist waagrecht geteilt. In der oberen Hälfte sind zwei rote Schrägbalken auf silbernem Grund. In der unteren Hälfte ist eine silberne Lilie auf rotem Grund. Die Helmzier zeigt einen Frauenrumpf in Rot mit wehendem goldenen Haar und einer silbernen Lilie auf dem Kopf.

## Die Familie von Unruh aus Schlesien und Sachsen

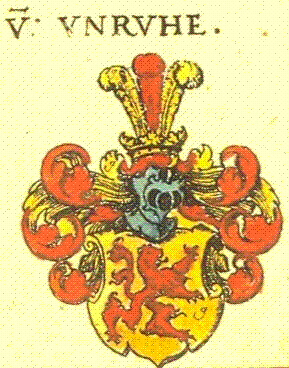
Wappen der sächsischen Unruh

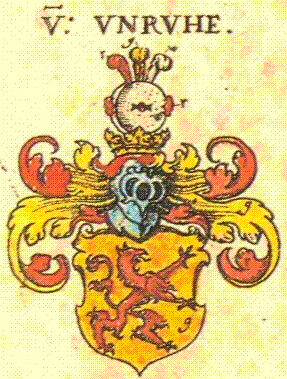
Wappen der schlesischen Unruh

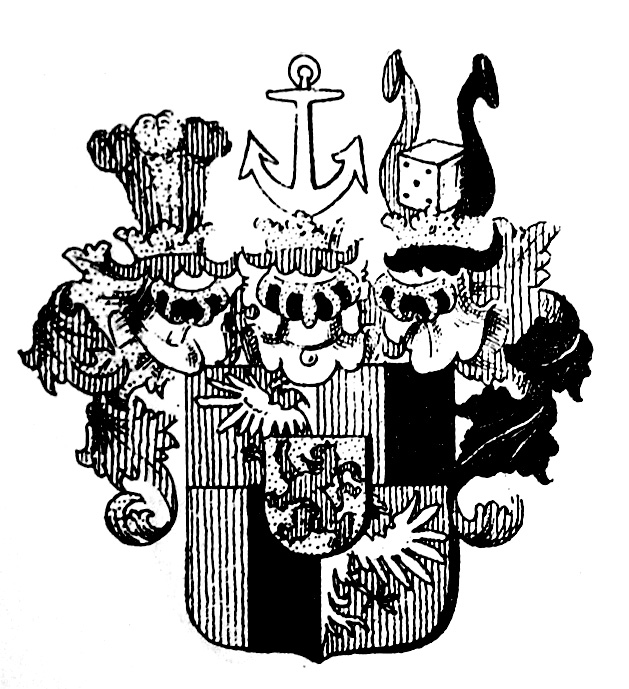
Gemehrtes freiherrliches Wappen

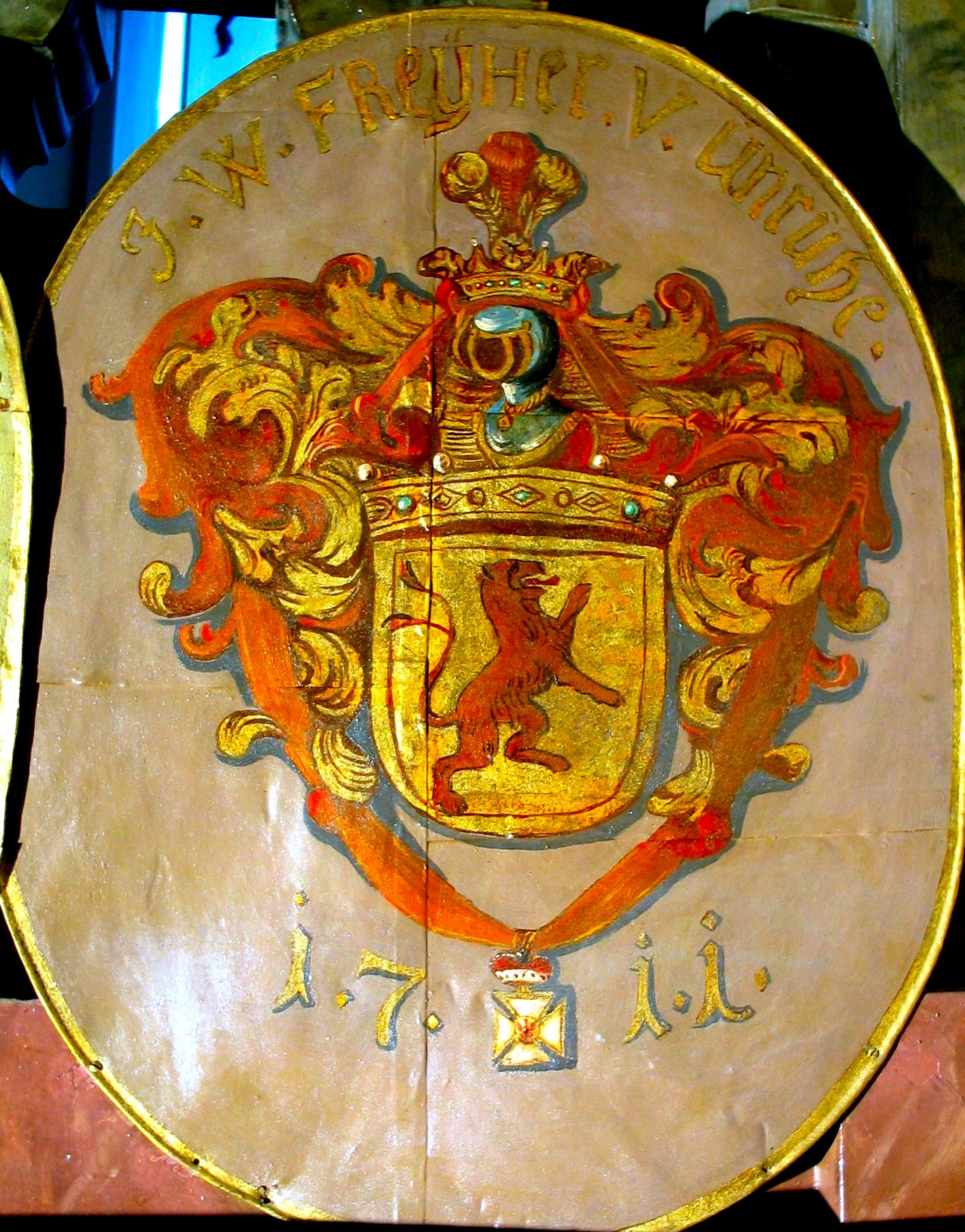
Ordensschild für Johann Wilhelm Freiherr von Unruh in der Kirche von St. Georgen Bayreuth

### Geschichte
Die Übereinstimmungen im schlesischen und sächsischen Wappen legen eine Stammesverwandtschaft der Familien nahe. Im 17. Jahrhundert wurde der Name der Familienmitglieder im großpolnischen Raum als Unrug polonisiert.
Hans Siegmund von Unruh (1644–1694) aus der Linie Wendtstadt-Linden gilt als Begründer der freiherrlichen Linie. Seinem Sohn Johann Wilhelm von Unruh (1668–1728) gehörte das Rittergut Wągroda (Wendstadt, Kreis Guhrau). Die Wappenbestätigung zur Erhebung in den böhmischen Herrenstand erfolgte am 14. Januar 1719 durch Kaiserlichen Kanzlei in Wien. 1641 gründete der Starost von Gnesen, Christoph von Unruh, die Exulantensiedlung Unruhstadt. Freiherr Johann Wilhelm von Unruh, Kaiserlicher Obrist, findet sich mit einem Ordensschild von 1711 als Mitglied im Roten Adlerorden in der Ordenskirche St. Georgen in Bayreuth.
Alfons Władysław von Unruh, ein Handelsunternehmer aus Posen, erhielt am 2. Juni 1902 den Titel des Barons zugesprochen. Mehrere Familienangehörige finden sich in der deutschen Besatzung Polens im Zweiten Weltkrieg als politische Gefangene und Häftlinge von Konzentrationslagern, darunter Karol Wojciech von Unruh als Hauptmann der Artillerie in der Polnischen Armee.
Ein weiterer Zweig kam nach Ostpreußen.
Heutige Namensträger im polnischen Raum leben überwiegend in Posen. Ein Familienverein der Freiherren und Herren von Unruh, Unruhe und Unrug ist in Berlin-Charlottenburg registriert.

### Wappen
Das Wappen zeigt einen roten Löwen auf goldenem Schild. Als das Vorbild des Löwen kommen verschiedenste hochadelige Dynastien in Betracht. Nach Siebmachers Wappenbuch unterscheiden sich die sächsischen und die schlesischen Wappen lediglich in der Helmzier, was verwandtschaftliche Beziehungen nahelegt. Eine Helmzier stellt einen Mühlstein dar mit aufgestellten Pfauenfedern in Rot, Gold und Silber. An den Seiten des Stein befindet sich jeweils eine rote Tatze.
Das gemehrte freiherrliche Wappen ist geviert. Die Felder 1 und 4 zeigen jeweils in Rot einen halben silbernen Adler am Spalt. Die Felder 2 und 3 sind rot-schwarz gespalten. Der Herzschild zeigt das ursprüngliche Familienwappen mit dem Löwen. Es gibt drei Helme: Die erste Helmzier besteht aus drei Straußenfedern, einer goldenen zwischen zwei roten. Die zugehörigen Helmdecken sind rot-golden. Die zweite Helmzier zeigt einen silbernen Anker mit schwarz-roten Helmdecken. Die dritte Helmzier ist ein silberner Spielwürfel zwischen roten und schwarzen Hörnern.

### Bekannte Familienmitglieder
- Christoph von Unruh (1624–1689), königlich polnischer Oberst, Starost von Gnesen, Gutsbesitzer[2]
- Kaspar Rudolph von Unruh (1710–1781), preußischer Major und Chef des Grenadier-Bataillons Nr. 2
- Dietrich Hans Sebastian von Unruh (1748–1794), preußischer Leutnant und Landrat des Kreises Deutsch Krone
- Anselm Rudolph von Unruh (1753–1832), preußischer Landrat des Kreises Bomst
- Conrad Max von Unruh (1842–1921), preußischer Landrat in Wongrowitz und Bromberg
- Hugo von Unruh (1850–1917), Politiker, Gutsbesitzer,[3][4] preußischer Major, Mitglied des Preußischen Herrenhauses
  - Anne-Marie von Unruh (1888–1941), Johanniter-Schwester[5] Opfer des NS-Regimes, im KZ ermordet
- Bodo von Unruh (1860–1938), preußischer Generalleutnant[6]
- Walter von Unruh (1875–1945), deutscher Generalmajor
- Fritz von Unruh (1885–1970), deutscher Schriftsteller
- Friedrich Franz von Unruh (1893–1986), deutscher Schriftsteller, Bruder von Fritz und Kurt von Unruh
- Kurt von Unruh (1894–1986), deutscher Kunstmaler, Bruder von Fritz und Friedrich Franz von Unruh
- Georg-Christoph von Unruh (1913–2009), Ordentlicher Professor der Rechte an der Universität Kiel

## Weitere Familien in Thüringen und Böhmen
Der adelige Familienname Unruh taucht erstmals in Thüringen auf (siehe auch Liste thüringischer Rittergeschlechter). So übertragen 1310 die Grafen von Beichlingen in Gebendorph dem Kloster Capelle das freie Eigentum an mehreren Lehngütern der Gebrüder von Unruh Offenbar existiert auch noch eine Familie von Unruh in Böhmen.

## Bekannte Familienmitglieder
- Erasmus Unruh (1576–1628), deutscher Rechtswissenschaftler
- Karl Philipp von Unruh (1731–1805), preußischer Generalleutnant
- Friedrich Christoph Wilhelm von Unruh (1766–1835), preußischer Generalmajor, Kommandant von Neisse
- Karl von Unruh (1786–1852), preußischer Generalleutnant, Militärgouverneur des Prinzen Friedrich Wilhelm
- Hans Victor von Unruh (1806–1886), preußischer Beamter und Politiker
- Conrad Max von Unruh (1842–1921), Landrat, Familienchronist
- Karl von Unruh (1845–1898), deutscher Richter und Politiker
- Anton von Unruh (1860–1939), polnischer General
- Walter von Unruh (1877–1956), deutscher General der Infanterie
- Joseph von Unruh (1884–1973), polnischer Marineoffizier
- Adalbert von Unruh (1906–1943), deutscher Jurist, Prof. Univ. Frankfurt/Main